# Muzeum Ziemi Kociewskiej w Starogardzie Gdańskim
Muzeum Ziemi Kociewskiej w Starogardzie Gdańskim – muzeum z siedzibą w Starogardzie Gdańskim. Placówka jest miejską jednostką organizacyjną. Jego siedzibą są dwie z baszt, stanowiących pozostałość systemu dawnych murów miejskich: Narożna i Gdańska.

## Historia

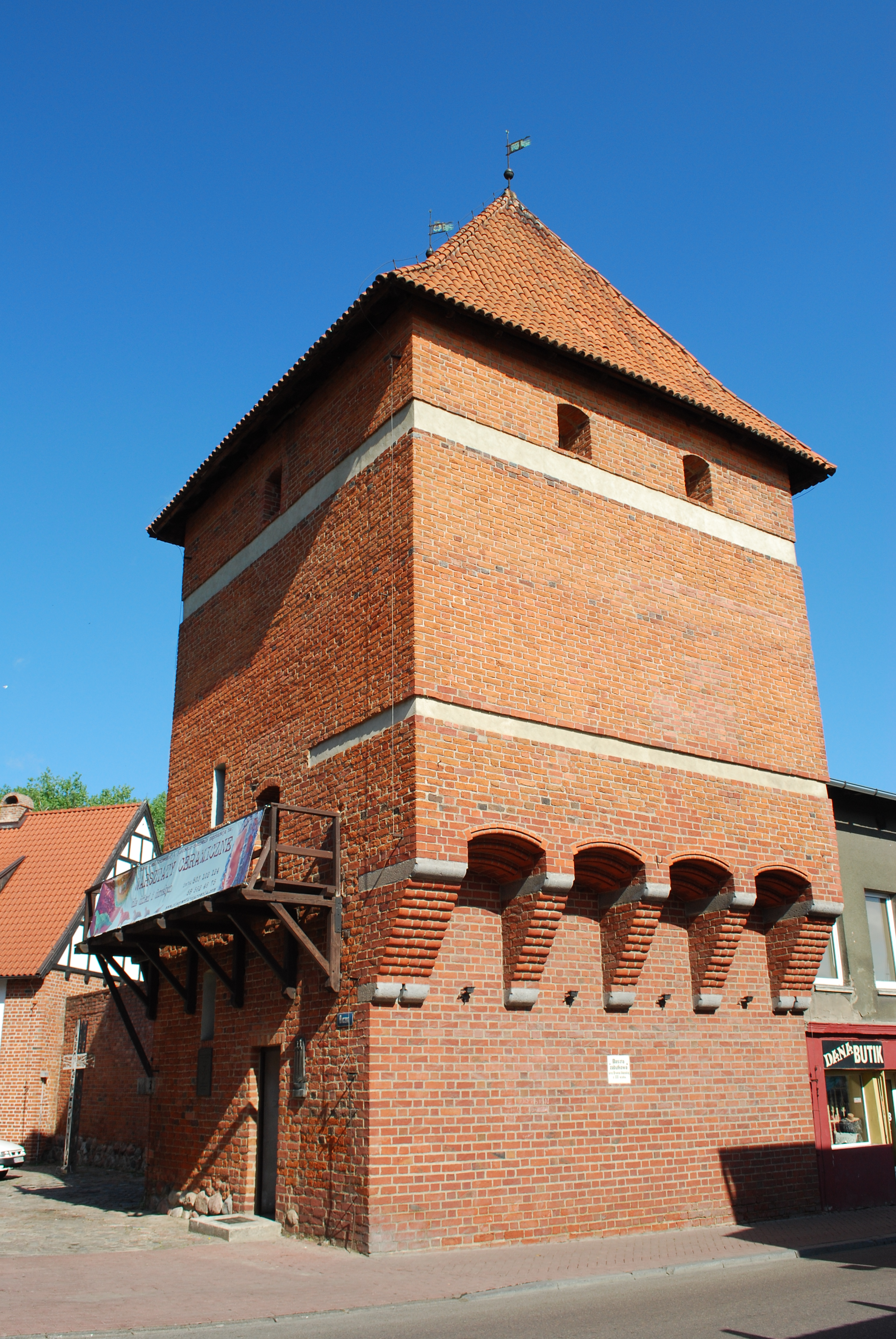
Baszta Gdańska

Samo muzeum zostało powołane w 1980 roku, niemniej już od lat 60. XX wieku w Baszcie Gdańskiej gromadzone były zbiory związane z historią i kulturą Kociewia. Od 1973 roku istniała Stacja Upowszechniania Wiedzy o Regionie, która podjęła współpracę z Towarzystwem Miłośników Ziemi Kociewskiej. Wspólne działania obu podmiotów doprowadziły do powstania Muzeum Ziemi Kociewskiej.
 Pierwszym dyrektorem muzeum był Andrzej Błażyński. 
W 2001 roku oddano do użytku nowy budynek muzeum, sąsiadujący z Basztą Narożną, którego budowa została sfinansowana przez miasto Starogard Gdański.

## Ekspozycje

### Baszta Narożna (Książęca)
Zrekonstruowany budynek, którego fundamenty prawdopodobnie pochodzą z początków istnienia miasta, zawiera w swoich murach ekspozycje historyczne, etnograficzne i archeologiczne.
- Wystawa historyczna, obejmująca dzieje miasta oraz Kociewia począwszy od pradziejów po lata II Rzeczypospolitej. Wśród eksponatów znajdują się m.in. zabytki kultury łużyckiej i pomorskiej, dawne księgi i dokumenty (księga chrztów starogardzkiego kościoła z lat 1651–1686 oraz księga Jerzego Raykowskiego z XVII wieku), pamiątki po starogardzkim Bractwie kurkowym oraz po stacjonującym w tutejszym garnizonie 2 Pułku Szwoleżerów Rokitniańskich.

### Baszta Gdańska (Szewska)
Wbudynku XIV-wiecznej baszty obronnej znajdują się ekspozycje historyczne z okresu II wojny światowej. 
- Wystawa historyczna, poświęcona okresowi II wojny światowej: (kampania wrześniowa 1939 roku, okupacja hitlerowska, udział Kociewiaków w walkach zbrojnych, wyzwolenie miasta w 1945 roku),
- Wystawa etnograficzna, prezentująca dorobek kultury ludowej Kociewia (rekonstrukcja izby kociewskiej, przedmioty codziennego użytku, rzemiosło, sztuka sakralna).
- Rekonstrukcja celi więziennej, mieszczącej się w budynku baszty[2]

Muzeum jest obiektem całorocznym, czynnym codziennie, z wyjątkiem niedziel. Wstęp jest płatny.
Dla użytku publicznego dostępna jest biblioteka licząca ok. 3000 pozycji. Księgozbiór dotyczy głównie historii i kultury regionu.